# Transporte Aéreo Militar
Transporte Aéreo Militar (TAM) — ныне недействующая боливийская авиакомпания, базировавшаяся в Ла-Пасе. Принадлежала ВВС Боливии и была создана с целью выполнения рейсов в сельские общины, где коммерческие авиакомпании отказывались работать в связи с низкой прибыльностью таких рейсов. Также конкурировала с пассажирскими авиакомпаниями на многих внутренних рейсах в Боливии. В сентябре 2019 года авиакомпания прекратила свою деятельность.

## История
Авиакомпания начала свою деятельность 15 июня 1945 года. В 1955 году эскадрилья Боливийского воздушного транспорта приняла решение о начале коммерческого использования ТАМ.
Изначально авиакомпания носила название «El Escuadrón de Transporte Aéreo» (ETA). В 1953 году название было изменено на «Transporte Aéreo Militar».
Авиакомпания прекратила все рейсы с июля 2018 года по 27 марта 2019 года. Вскоре, авиакомпания вновь получила разрешение на возобновление полётов, но в течение этого периода не получила разрешения от местного авиационного регулятора. Это привело к тому, что 23 сентября 2019 года TAM пришлось прекратить свою деятельность.

## Направления
- Кобиха — Аэропорт имени капитана Анибала Араб
- Кочабамба — Международный аэропорт имени Хорхе Вильстерманна
- Гуаярамерин — Аэропорт Гуаярамерин
- Ла-Пас — Международный аэропорт Эль-Альто
- Риберальта — Аэропорт Риберальт
- Рурренабаке — Аэропорт Рурренабаке
- Санта-Крус-де-ла-Сьерра — Аэропорт Эль-Тромпильо
- Сукре — Международный аэропорт Хуана Азурдуй де Падилья
- Тариха — Аэропорт имени капитана Ориэль Леа Плаза

## Происшествия и катастрофы
- 11 сентября 1962 года самолёт капитана Вальтера Арзе Рохаса разбился после того, как вместо авиационного топлива самолёт был обычным бензином[источник не указан 1127 дней].
- 12 февраля 1970 года Douglas DC-3 с регистрационным номером TAM-11 разбился при попытке аварийной посадки в аэропорту Лаха[2]. Самолёт выполнял нерегулярный пассажирский рейс. Все пять человек находившиеся на борту выжили.
- 14 июля 1970 года Douglas DC-3 с регистрационным номером TAM-17 был повреждён и не подлежал ремонту в результате аварии в международном аэропорту Эль-Альто, Ла-Пас[3].
- 4 мая 1971 года Douglas C-47 с регистрационным номером TAM-22 разбился вскоре после взлёта из аэропорта Эль-Альто, Ла-Пас, во время грузового рейса в аэропорт Эль-Хови[4].
- 25 сентября 1972 года Douglas C-47A с регистрационным номером TAM-24 был повреждён и не подлежал ремонту в результате аварии в аэропорту Каранави[5].
- 19 января 1974 года Douglas DC-3 с регистрационным номером TAM-30 был повреждён и не подлежал ремонту при посадке с не выпущенными стойками шасси[6].
- 11 ноября 1974 года Douglas DC-3 с регистрационным номером TAM-34 потерпел крушение у горы Сората вскоре после взлета из аэропорта Эль-Альто[7].
- 27 октября 1975 года CV-440 во время взлёта врезался в вулкан Серро-Колорадо, в результате чего погибли все 4 члена экипажа и 63 пассажира на борту[источник не указан 1127 дней]. В самолёте находились военные и члены их семей.
- 18 марта 2011 года самолёт Xian MA60 с регистрационным номером FAB-96 с 33 пассажирами и экипажем на борту совершил аварийную посадку без передней стойки шасси в аэропорту туристической амазонской деревни Рурренабаке по прибытии из Ла-Паса. О пострадавших не сообщалось[8][9].
- 9 января 2012 года самолёт Xian MA60 с регистрационным номером FAB-96 с 16 пассажирами и 5 членами экипажа на борту совершил аварийную посадку без выпущенных шасси в Гуаярамерин по прибытии из Риберальты. Пострадавших нет, самолёт получил серьёзные повреждения[10].